# ماسکو
ماسکو (انگلیسی: Masco) شرکت املاک آمریکایی است، که در سال ۱۹۲۹ توسط آلکس مانوکیان تأسیس شد.